# Katastrofa lotu Armavia 967
Katastrofa lotu Armavia nr 967 – wydarzyła się w nocy 3 maja 2006 roku. Rozbił się wówczas Airbus A320 należący do armeńskich linii lotniczych Armavia. Zginęło 113 osób – wszyscy na pokładzie (105 pasażerów i 8 członków załogi).

## Wstęp
W nocy 3 maja 2006 roku, lotnisko w stolicy Armenii – Erywaniu – opuścił należący do towarzystwa lotniczego Armavia, jedenastoletni Airbus A-320-211 (nr rejestracyjny: EK-32009; do roku 2001 w liniach Ansett Australia; od lutego 2004 w liniach Armavia). Na pokładzie samolotu (rejs nr 967) znajdowała się ośmioosobowa załoga i 105 pasażerów, w tym sześcioro dzieci. Przeważającą liczbę podróżnych – 85 osób – stanowili Ormianie, 26 było obywatelami Rosji. Na pokładzie znajdowali się również: jeden obywatel Gruzji i jeden obywatel Ukrainy.
Samolot wystartował 47 minut po północy czasu moskiewskiego (1.47 czasu armeńskiego), rozpoczynając lot do rosyjskiego kurortu Soczi nad Morzem Czarnym. W okolicy Soczi piloci musieli odbyć lot w ulewie, przy bardzo małej widzialności.

## Przebieg lotu
Dziesięć minut po godzinie pierwszej w nocy (czasu moskiewskiego), załoga nawiązała kontakt z kontrolerami ruchu lotniczego w Soczi. Po rozmowie z kontrolą na temat pogody panującej nad lotniskiem, o 1.26 zdecydowali się przerwać rejs i zawrócić do Erywania. Cztery minuty później, załoga na powrót zapytała kontrolę z Soczi o stan pogody w okolicy lotniska. Okazało się, że widoczność wynosi 3600 m, a podstawa chmur sięga 170 m. W związku z tymi informacjami, pojawiła się kolejna zmiana planów – kontynuowanie rejsu do Soczi. 
Kilka chwil później, kontrolerzy zezwolili Airbusowi na zniżanie lotu do poziomu 3600 m, o godzinie drugiej zaś – do 1800 m. Stan pogodowy na ten czas był w porcie lotniczym równy z dopuszczalnymi, minimalnymi wymaganiami. Po chwili kontrolerzy zezwolili na dalsze zniżanie do 600 m. Dziesięć minut po godzinie drugiej, piloci wysunęli podwozie maszyny i zgłosili gotowość do lądowania na pasie nr 06.

## Katastrofa
Sytuacja pogodowa uległa nagłej zmianie. Widoczność znacznie się pogorszyła i w przeciągu zaledwie trzydziestu sekund, podstawa chmur zniżyła się ze 190 m do 100 m. W tym momencie kontroler uznał, iż lot nr 967 powinien zaprzestać podejścia do lądowania i nakazał pilotom wznieść się do 600 m, ze skrętem w prawo. Gdy samolot znajdował się na wysokości 300 m, wykonując skręt ze wzniesieniem o kolejne 150 m, wydarzyła się tragedia: prędkość samolotu błyskawicznie zmalała, a maszyna rozpoczęła upadek do morza. O 2.13 znikła z ekranów radarów.

## Akcja poszukiwawcza
Pierwsze relacje telewizyjne ukazywały jedynie kilka szczątków, unoszących się na wodach Morza Czarnego. Odrzutowiec runął do wody w odległości 6 km od portu lotniczego Adler/Soczi, a jego szczątki osiadły na głębokości 700 m. Ekipy poszukiwawcze odnalazły m.in. fragmenty bagażu i kamizelki ratunkowe, unoszące się na powierzchni. Jednym z większych fragmentów był – przetransportowany do Soczi – statecznik pionowy z widniejącymi nań symbolami linii Armavia. 
Sztormowa pogoda znacznie utrudniała prace wydobywcze. Jednak pierwsze ciała odnaleziono tuż po rozpoczęciu akcji. Nawet, gdyby ktoś przetrwał pierwsze uderzenie w powierzchnię wody, to najprawdopodobniej nie przeżyłby burzliwej, sztormowej nocy. Żadne z odnalezionych ciał nie miało założonej kamizelki ratunkowej, co było pierwszym sygnałem, że katastrofa wydarzyła się nagle i niespodziewanie.

## Badanie przyczyn katastrofy
Badanie przyczyn katastrofy prowadził rosyjski Międzypaństwowy Komitet Lotniczy (MAK).
Jak wykazała symulacja rejsu nr 967, lot do 17 sekund przed kolizją z wodą przebiegał bez zakłóceń. Według komisji, podczas wykonywania wznoszenia ze skrętem w prawo, kapitan nie nadzorował ruchów samolotu wokół osi podłużnej i poprzecznej. Co więcej drugi pilot nie sprawdzał parametrów lotu podczas wykonywania tego ruchu. W dodatku, jak stwierdziła komisja, czynności wykonywane przez załogę w ciągu ostatnich minut lotu były nieskoordynowane, a chaotyczne polecenia kontroli lotów dodatkowo pogłębiły panujące w kokpicie zamieszanie i nerwową sytuację. Niewątpliwie pogoda także miała wpływ na zaistniałą sytuację – w Soczi panowały złe warunki pogodowe i załoga musiała podchodzić do lądowania dwukrotnie.

### Kontrowersje
Linie lotnicze Armavia nie zgodziły się z wnioskiem Międzypaństwowego Komitetu Lotniczego, że winę za katastrofę ponosi załoga samolotu; jeden z członków armeńskiego Centralnego Zarządu Lotnictwa Cywilnego, które zaakceptowało orzeczenie komisji, oświadczył, że Międzypaństwowy Komitet Lotniczy prawdopodobnie podjął decyzję polityczną. MAK oskarżono o zatajenie dowodów dotyczących błędów obsługi lotniska i fatalnego stanu technicznego portu lotniczego, a prasa ormiańska żądała, by Armenia wystąpiła z MAK.

## Linie lotnicze
Samolot należał do linii lotniczych Armavia – największych, międzynarodowych linii w kraju. Zostały one założone w 1996 roku, ale pierwsze loty do Turcji i do Rosji samoloty w barwach Armavii wykonały w 2001 roku.

## Narodowości ofiar katastrofy
| Kraj    | Pasażerowie | Załoga | Razem |
| ------- | ----------- | ------ | ----- |
| Armenia | 77          | 8      | 85    |
| Rosja   | 26          | 0      | 26    |
| Gruzja  | 1           | 0      | 1     |
| Ukraina | 1           | 0      | 1     |
| Razem:  | 105         | 8      | 113   |